# 福井県道239号上唯野西屋勝山線
福井県道239号上唯野西屋勝山線（ふくいけんどう239ごう かみゆいのにしやかつやません）は、福井県大野市および勝山市内の県道である。

## 概要

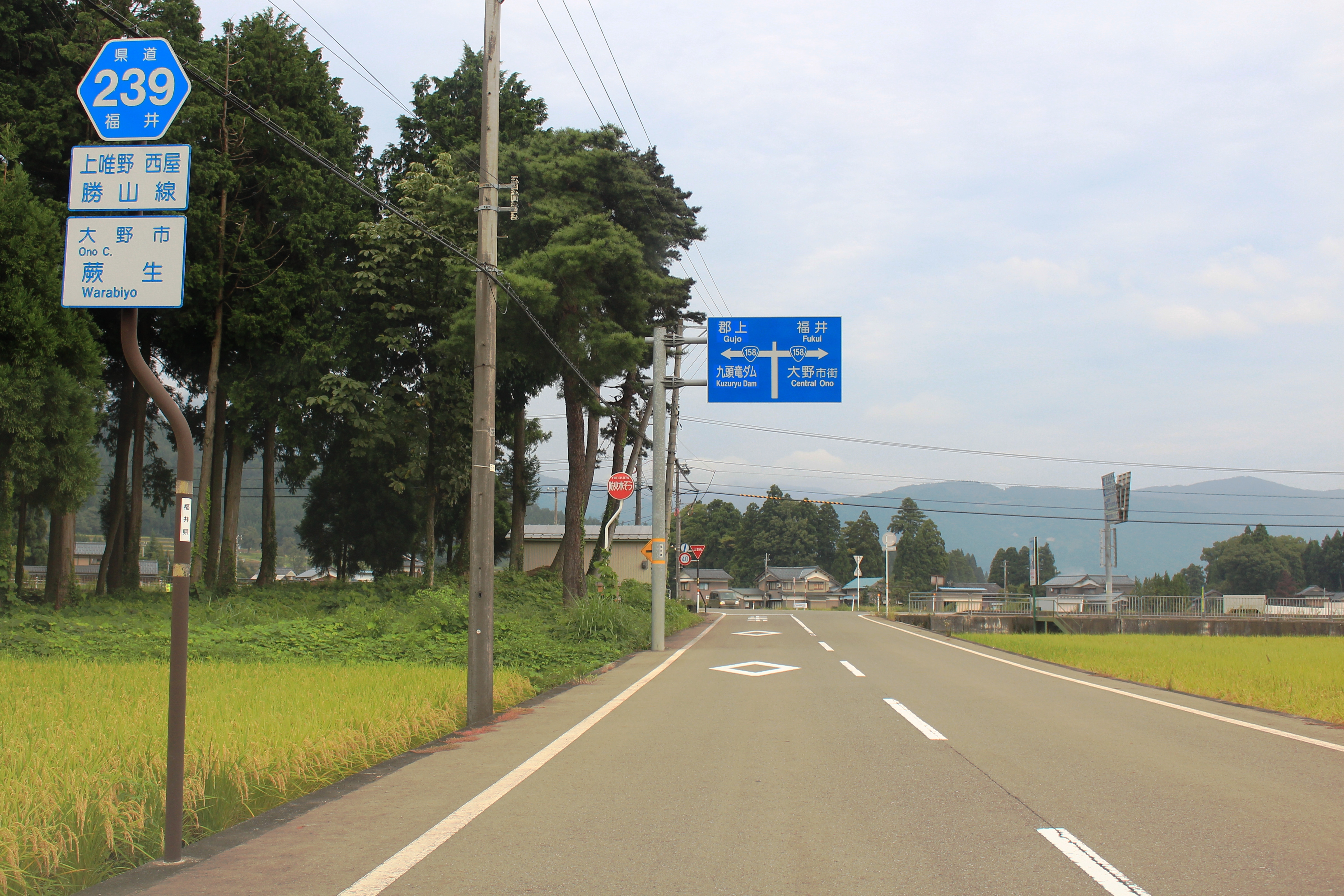
国道158号への接続部、大野市蕨生

始点の国道158号から国道157号を接続している県道である。福井県道170号五条方下荒井線と並行しているが、九頭竜川に沿っている。
路線名の「上唯野」は、大野市蕨生の起点付近にある集落の名称。近隣の下唯野、唯野と異なり大字名ではなくなっている。

### 路線データ
- 起点：大野市蕨生
- 終点：勝山市平泉寺町大渡

## 地理

### 通過する自治体
- 福井県
  - 大野市
  - 勝山市

### 接続道路
- 国道158号（大野市蕨生、起点）
- 福井県道26号大野勝山線（大野市森本 -＜重複＞- 同市松丸）
- 福井県道26号大野勝山線（勝山市平泉寺町大渡 -＜重複＞- 同・大渡交差点、終点）
- 福井県道169号平泉寺大渡線（勝山市平泉寺町大渡 -＜重複＞- 同・大渡交差点、終点）
- 国道157号（南方向は福井県道171号五条方松原出勝山線重複）（勝山市平泉寺町大渡・大渡交差点、終点）
- 福井県道17号勝山丸岡線（勝山市平泉寺町大渡・大渡交差点、終点）

### 沿線
- 越美北線（九頭竜線） 下唯野駅
- 九頭竜川